# Javier Pulido
Javier Pulido es un historietista e ilustrador español que trabaja principalmente para el mercado Norteamericano. Algunos de sus mejores trabajos incluyen Human Target, Robin: Year One, She-Hulk y The Amazing Spider-Man.

## Biografía
Nacido en Las Palmas de Gran Canaria, fue aficionado a los cómics desde niño. Se trasladó a Barcelona para estudiar en la Universidad de Bellas Artes. Formó parte de la segunda gran ola de autores españoles que se introdujeron en el mercado americano en la década de 1990, junto con Germán García y Kano (siguiendo el ejemplo de la «primera ola» formada por Carlos Pacheco, Salvador Larroca y Pasqual Ferry algunos años antes). Su estilo está fuertemente influenciado por David Mazzucchelli y Steve Rude.

### Carrera
Mientras estudiaba en la Universidad de Bellas Artes, empezó a recibir sus primeros encargos profesionales, realizando portadas e ilustraciones para Marvel España. En 1996 estrenó Mentat, una miniserie de cuatro números que se convirtió en su primer y único trabajo para el mercado español. Menos de un año después, Marvel se puso en contacto con él y desde entonces ha estado trabajando exclusivamente para Marvel, DC y su sello Vertigo.

## Obra

### Cómics
- Forum Especial Salón del Comic '95: Arde la ciudad (guion y arte, Planeta DeAgostini, 1995)
- Mentat #1-4 (guion y arte, Planeta DeAgostini, 1996–1997)
- Star Trek: Early Voyages #16-17 (con Dan Abnett y Ian Edginton, Marvel, 1998)
- El Increíble Hulk #468-469, 472-474 (con Joe Casey, Marvel, 1998–1999)
- Hellblazer #142: Setting Sun (con Warren Ellis, Vertigo, 1999)
- Flinch #13: The Shaft (with Brian Azzarello, antología, Vertigo, 2000)
- The Batman Chronicles #19: Got a Date with an Angel (con Steve Englehart, antología, DC Comics, 2000)
- Robin: Año Uno #1-4 (con Scott Beatty, Chuck Dixon y Marcos Martín (#4), DC Comics, 2000–2001)
- Uncanny X-Men #400: Supreme Confessions (con Joe Casey, entre otros artistas, Marvel, 2001)
- Human Target (con Peter Milligan, Vertigo):
  - Human Target: Final Cut (novela gráfica, 2002)
  - Human Target vol. 2 #1-5, 11-13, 18 (2003–2005)
- Catwoman vol. 3 #17-19: No Easy Way Down (con Ed Brubaker, DC Comics, 2003)
- Breach #9-10 (con Bob Harras, DC Comics, 2005)
- Untold Tales of the New Universe: Star Brand: Aventuras en el Multiverso (con Jeff Parker, Marvel, 2006)
- Captain America 65th Anniversary Special: Secrets of Iron and Fire (con Ed Brubaker, Marcos Martín y Mike Perkins, Marvel, 2006)
- The Immortal Iron Fist #12: The Seven Capital Cities of Heaven: Round 5 (con Ed Brubaker, Matt Fraction, David Aja y Kano, Marvel, 2007)
- All-Select Comics 70th Annive⁷rsary Special: Murder on Another Planet (con Marc Guggenheim, one-shot, Marvel, 2009)
- The Amazing Spider-Man (Marvel):
  - Dark Reflection (con Ma7rc Sumerak, en Family #8, antología, 2009)
  - Red-Headed Stranger: Epilogue — Chapter One (con Fred Van Lente, en #605, 2009)
  - The Gauntlet: Sandman — Keemia's Castle (con Fred Van Lente, en #615-616, 2009)
  - The Gauntlet: Rhino — The Walk (con Joe Kelly, en #617, 2009)
  - The Gauntlet: Mysterio — Smoke & Mirrors (con Dan Slott y Marcos Martín, en #620, 2010)
  - Peter Parker: The Fantastic Spider-Man (con Dan Slott, en #658, 2011)
  - Just Another Day (con Paul Benjamin, en #661, colaboración, 2011)
- Black Cat vol. 2 #1-4: The Trophy Hunters (con Jen Van Meter y Javier Rodríguez (#2-3), Marvel, 2010)
- Fear Itself: The Worthy #8: The Monster Inside Me (con Roberto Aguirre-Sacasa, digital, Marvel, 2011)
- Marvel Point One: Behold, the Watcher (con Ed Brubaker, antología one-shot, Marvel, 2012)
- The Shade vol. 2 #5-7 (con James Robinson, DC Comics, 2012)
- Hawkeye vol. 4 #4-5, Annual #1 (con Matt Fraction, Marvel, 2013)
- Green Lantern: New Guardians #18 (con Tony Bedard, entre otros artistas, DC Comics, 2013)
- Batman: Black and White vol. 2 #5: Cat and Mouse (con Keith Giffen, antología, DC Comics, 2014)
- She-Hulk vol. 3 #1-4, 7-12 (con Charles Soule, Marvel, 2014–2015)
- Guardians Team-Up #9: Guns & Rockets (guion y arte, Marvel, 2015)
- Scarlet Witch vol. 2 #5: SHHH! A Whisper (con James Robinson, Marvel, 2016)
- X-O Manowar vol. 3 #50: His Greatest Failure (con Jody Houser, colaboración, Valiant, 2016)
- Generatio5n Zero #6 (con Fred Van Lente y Diego Bernard, Valiant, 2017)
- Unfollow #14: In the Future (con Rob Williams, Vertigo, 2017)
- Jessica Jones #11-12 (con Brian Michael Bendis y Michael Gaydos, Marvel, 2017)
- Where We Live: Hungry (con Rob Williams, antología, novela gráfica, Image, 2018)
- Vault of Spiders #1: The Web-Slinger (con Cullen Bunn, antología, Marvel, 2018)

### Solo portada
- Batman: Puntos de inflexión #1 (DC Comics, 2001)
- Irredimible #9 (Boom! Studios, 2009)
- Carta 544 #1 (Oni Press, 2013)
- The Amazing Spider-Man vol. 3 #7 ( Marvel, 2014)
- La Muerte de Lobezno: La vida después de Logan #1 (Marvel, 2015)
- Catwoman vol. 4 #41 (DC Comics, 2015)
- ¡Patsy Walker, también conocida como Hellcat! #1 (Marvel, 2016)
- El Avispón Verde '66 se encuentra con Spirit #1 ( Dynamite, 2017)
- Vampirella vol. 6 #4 (Dynamite, 2017)
- Ninjak vol. 3 #0 (Valiant, 2017)
- Cave Carson tiene un ojo cibernético #11 (DC's Young Animal, 2017)
- Josie y las pussycats vol. 3 #9 (Archie Comics, 2017)
- Quantum y Woody vol. 3 #6 (Valiant, 2018)

## Premios
III Premios del Cómic Aragonés
- 2013, ganador por mejor obra internacional (Ojo de Halcón)

Premios Eisner
- 2013, nominado por mejor serie regular y por mejor serie nueva (Ojo de Halcón).
- 2014, ganador por mejor número unitario (Ojo de Halcón #2)
- 2015, nominado por mejor serie regular (Ojo de Halcón).
- 2019, ganador por mejor número unitario (El Asombroso Spiderman (#135 y #136 Peter Parker: el espectacular Spiderman)).[3]